# لیپوت
لیپوت (به مجاری:  Lipót) یک شهرداری در مجارستان است که در ناحیه موشون‌مادیارووار واقع شده‌است. لیپوت ۱۶٫۰۹ کیلومتر مربع مساحت و ۶۶۴ نفر جمعیت دارد.